# ペドロ・ベルゲーテ
ペドロ・ベルゲーテ（Pedro Berruguete、1450年ころ - 1504年ころ）は15世紀のスペイン画家である。スペインの美術で重要な役割を果たした画家、彫刻家のアロンソ・ベルゲーテの父親である。

## 略歴
当時カスティーリャ王国であった、現在のスペイン、パレンシア県のパレーデス・デ・ナバ(Paredes de Nava)で生まれた。カスティーリャの画家、フェルナンド・ガジェゴ(Fernando Gallego)の影響を受けて修行したとされている。
ベルゲーテの生涯については明確でない部分があるが、イタリアのウルビーノ公国の君主、フェデリーコ・ダ・モンテフェルトロの宮廷で働いたピエトロというスペイン人画家(Pietro Spagnuolo Pittore)がいて、フランドルの画家、ヨース・ファン・ワッセンホフと共同でいくつかの作品を残したした記録があり、この時期、ベルゲーテのスペインの活動の記録がみられないことから、ベルゲーテは1474年からウルビーノで働いていたとする説が有力である。
1482年にはスペインに戻っていたとされ、翌年からセビリアやトレド、アビラで働いた記録がある。一方で1478年にパレーデス・デ・ナバで結婚したという記録が残されている。1488年ころ、息子のアロンソ・ベルゲーテが生まれた。アビラに多くの作品が残されていることから1490年代にアビラに工房を開いたと推定されている。
スペインは主に宗教画を描き、装飾的な技法で知られている。

## 作品

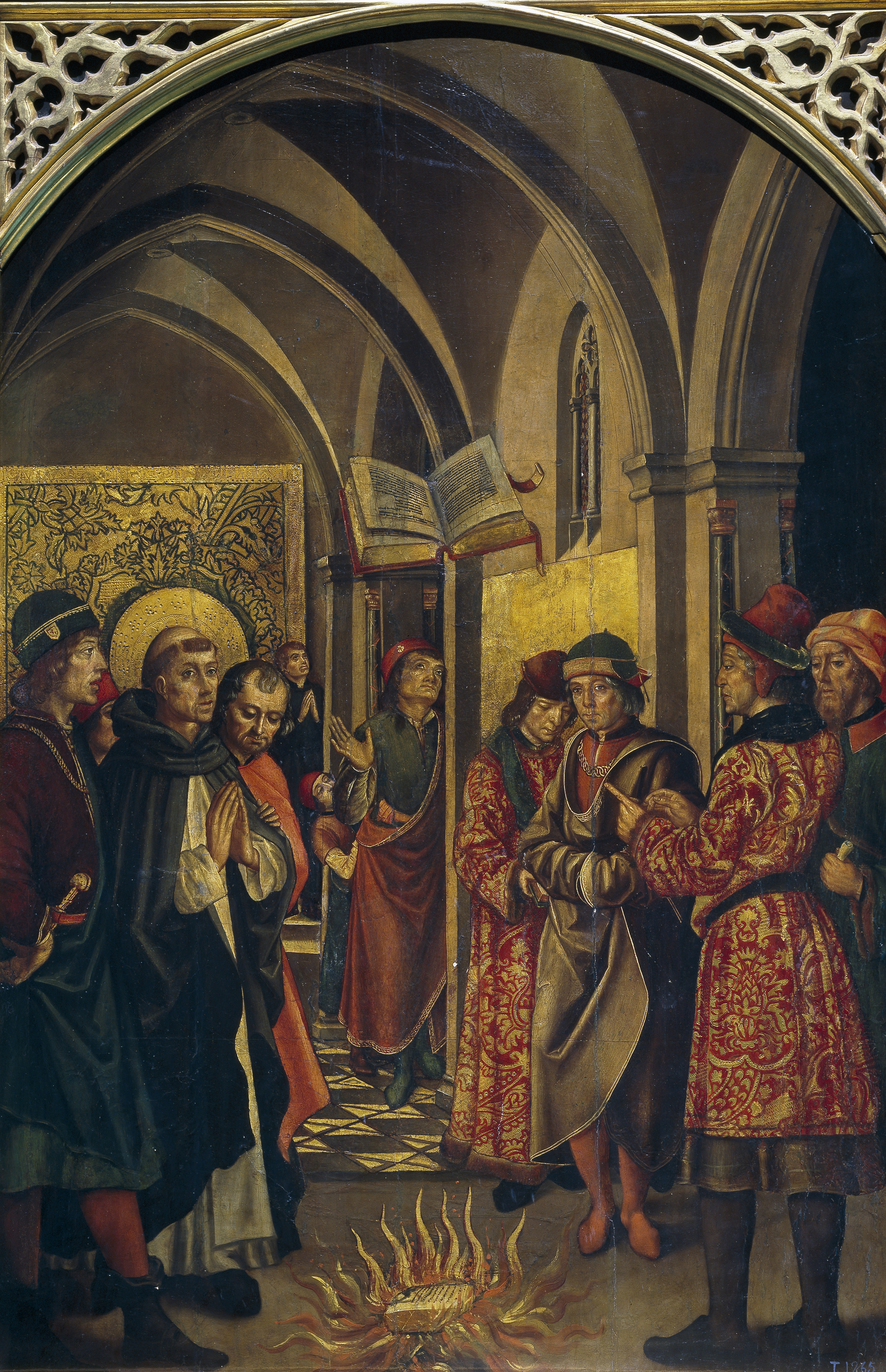
"La prueba de fuego" 聖ドミニコの事績(1480-1500) プラド美術館蔵
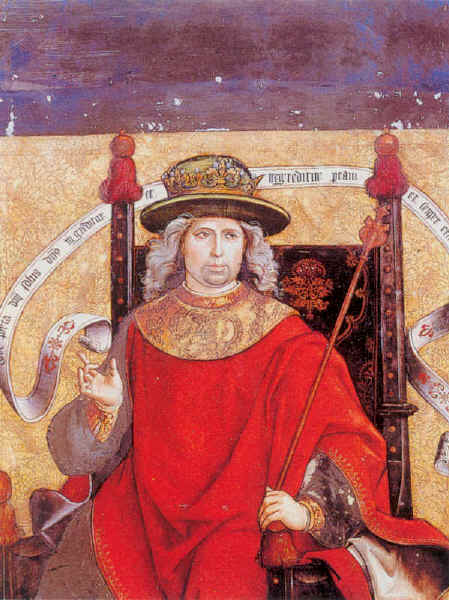
予言者エゼキエル (c.1500) パレンシアの美術館(Museo Diocesano de Palencia) 蔵
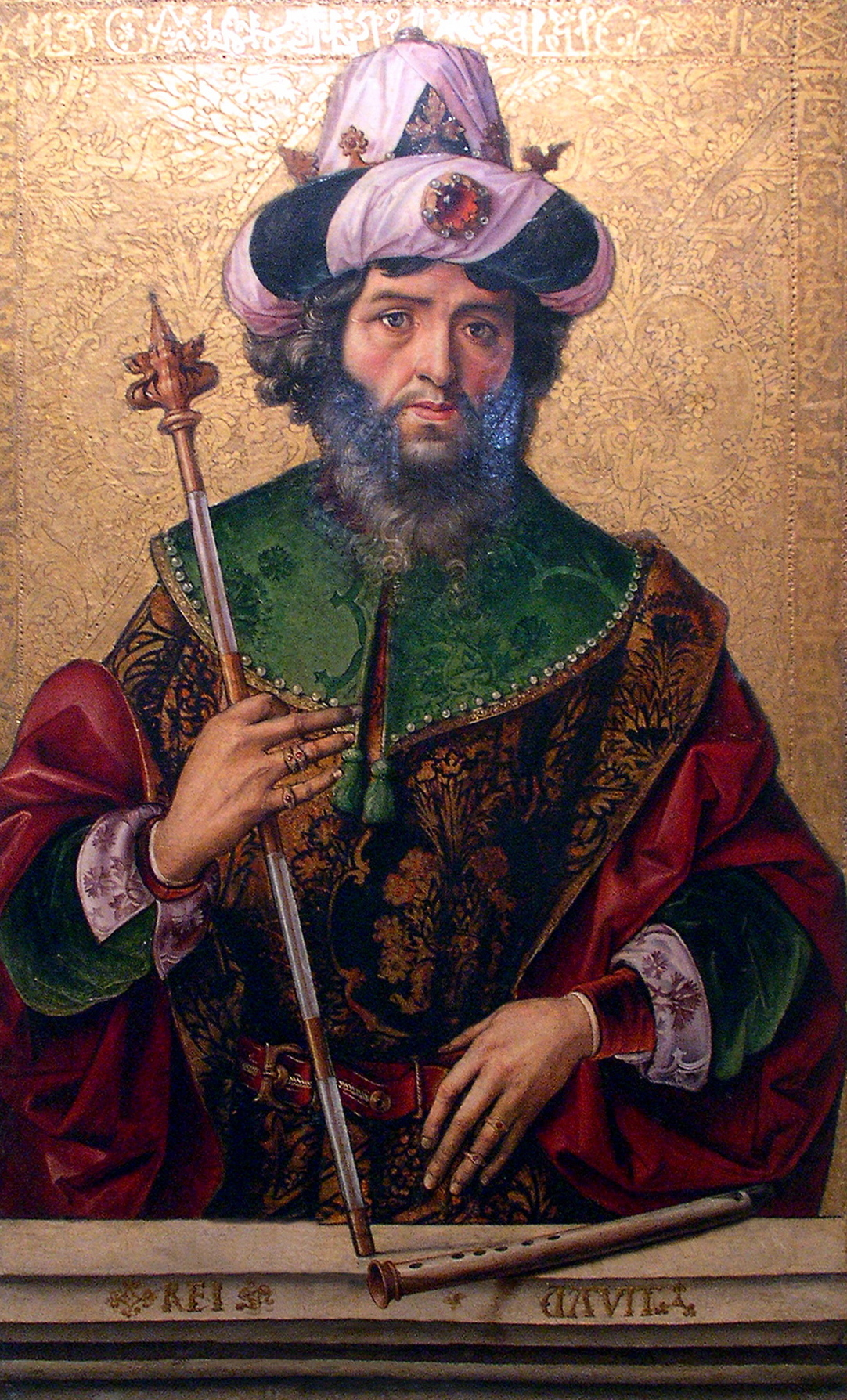
ダビデ パレーデス・デ・ナバの教会の祭壇画
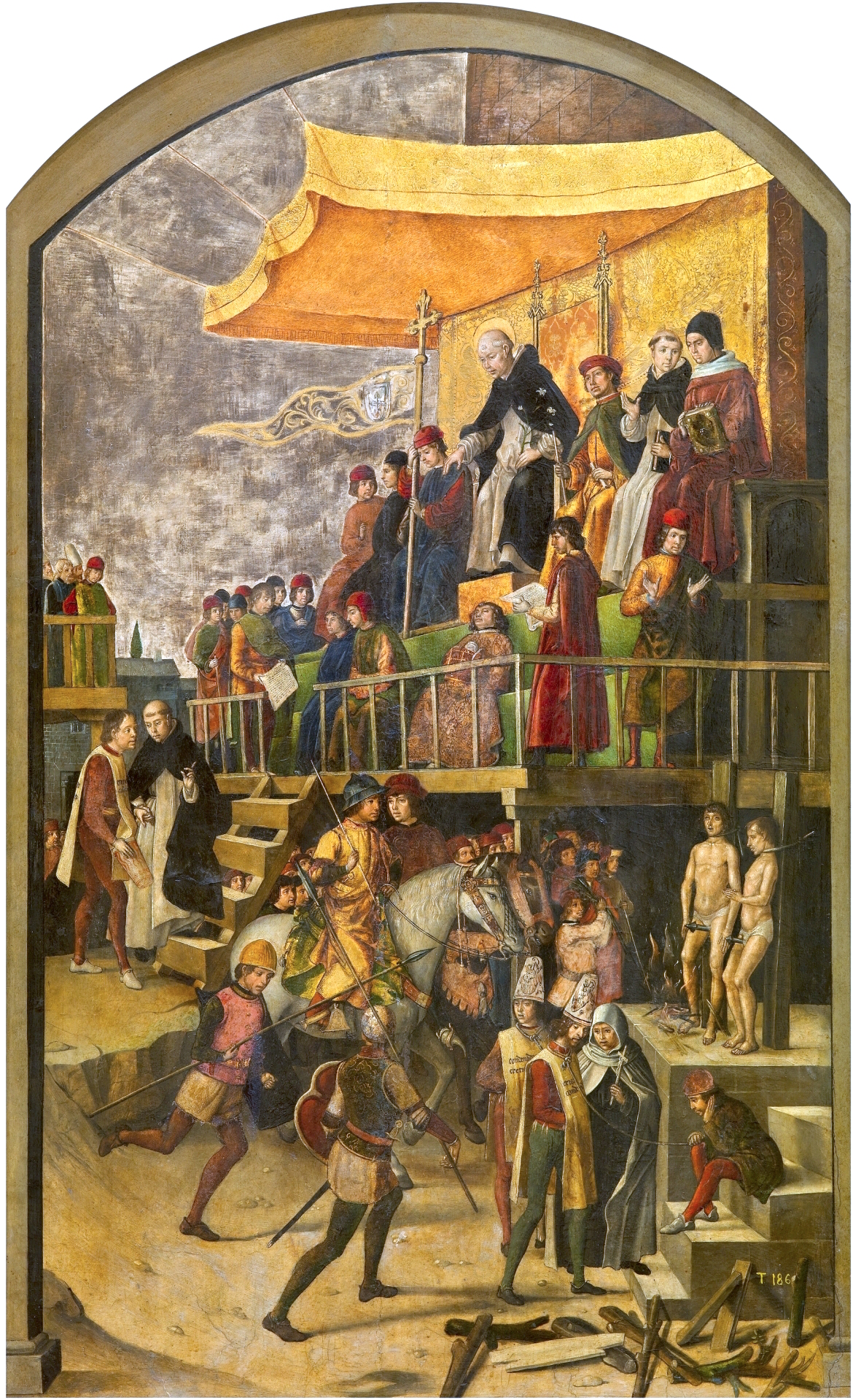
異端判決宣告式の聖ドミニコ